# سوغلي تبة
سوغلي تبة هي قرية في مقاطعة مياندوآب، إيران. عدد سكان هذه القرية هو 2,945 في سنة 2006.